# Line for Lyons/Carioca
Line for Lyons/Carioca è un singolo del Gerry Mulligan Quartet, pubblicato nel 1953 dalla Fantasy Records.

## Descrizione
Line for Lyons è uno dei più noti brani di Mulligan, ed è diventato uno standard jazz.

Il brano sul lato B, Carioca, era una cover strumentale del brano composto da Vincent Youmans con il testo di Edward Eliscu e Gus Kahn

## Tracce
1. Line for Lyons (musica: Gerry Mulligan)
2. Carioca (musica: Vincent Youmans)

## Formazione
Gerry Mulligan Quartet
- Gerry Mulligan: sax baritono
- Chet Baker: tromba
- Carson Smith: basso
- Chico Hamilton: batteria